# Herb Berger
Herbert „Herb“ Berger (* 1969 in Salzburg) ist ein österreichischer Musiker des Modern Jazz, der nicht nur Saxophone und andere Holzblasinstrumente spielt, sondern auch Keyboards und Mundharmonika.

## Leben und Wirken
Berger begann im Alter von sieben Jahren, die Klarinette zu erlernen und spielte zunächst Blasmusik. Am Konservatorium Wien studierte er Saxophon und Arrangement und absolvierte Workshops bei Pat Metheny, Jimmy Giuffre und David Sanborn. Seit 1988 arbeitete er als freischaffender Künstler. Unter anderem arbeitete er mit Ray Anderson, Herb Ellis (auf einer CD des Organisten T. C. Pfeiler), Theo Bleckmann, Jon Hendricks und Kurt Elling, James Morrison, Barbara Dennerlein und der Vokalgruppe Take 6. Als Studiomusiker war er an zahlreichen Fernseh-, Hörspiel- und Theaterproduktionen tätig.
Berger komponierte und arrangierte für die Lungau Big Band (15 Years Later, Live at Montreux). 2010 legte er sein Debütalbum The Bitter End vor. Auch war er an Produktionen von Willi Resetarits (Stubnblues), der Jazz Bigband Graz (Electric Poetry & Lo-Fi Cookies) sowie Sabina Hank beteiligt (Music in a Mirror, Abendlieder).  Als Solist war er bei Jazzfestivals in Kopenhagen, Bournemouth, London, Utrecht, Montreux, Stuttgart oder Salzburg zu Gast.

## Diskographische Hinweise
- The Bitter End  (2010)
- Herb Berger & Ossy Pardeller Zwischen den Welten (2012)
- Herbert Berger & Hermann Linecker Just for Fun (2014)
- Metropoles Suite (2018)